# إن إيه سي فريلانس
إن إيه سي فريلانس (بالإنجليزية: NAC Freelance) هي طائرة خفيفة، خاصة، بأربعة مقاعد. أنتجت في المملكة المتحدة. من صناعة بريتن نورمان. كان أول طيران لها في 17 مايو 1969.